# فرايداي هاسلر
فرايداي هاسلر (بالإنجليزية: Friday Hassler) هو سائق سباق أمريكي، ولد في 29 يوليو 1935 في تشاتانوغا في الولايات المتحدة، وتوفي في 17 فبراير 1972 في دايتونا بيتش في الولايات المتحدة.

## وصلات خارجية
- فرايداي هاسلر على موقع Racing-Reference.info (الإنجليزية)